# Dell'ora o del mai
Dell'ora o del mai è l'album che segna l'esordio di Maler, prodotto e arrangiato da Giancarlo Di Maria per l'etichetta Irma Records. Maler risulta autore di tutti i testi e coautore delle musiche insieme a Giancarlo Di Maria. Nel disco è contenuto il singolo Demone del tardi, lanciato da Fiorello e Marco Baldini durante la trasmissione radiofonica Viva Radio 2.
Con Dell'ora o del mai Maler ha vinto il Premio Tenco come Miglior Autore Emergente assegnatogli dalla SIAE in collaborazione con il Club Tenco. Nel 2008 il cd viene pubblicato anche in Ucraina dall'etichetta Winner Records. 
Nell'ottobre del 2013 Demone del tardi diventa la sigla dell'omonima trasmissione di Radio Popolare condotta da Gianmarco Bachi e il disco viene ristampato.

## Tracce
1. Le fonti
2. Carmelita
3. Demone del tardi
4. Un destino distante
5. Oriental Tagikistan Bar
6. Bianca
7. Leebes
8. Alibaba do mar
9. Difficile l'amore
10. Marialavita
11. La strada che sai
12. Prima dell'amore